# Corda (física)
Una  corda  és un dels objectes principals d'estudi en el camp de la física teòrica anomenada teoria de cordes. Hi ha diferents teories de cordes, moltes d'elles són unificades en la teoria M. Una corda és un objecte amb una dimensió espacial estesa, a diferència de les partícules elementals que són de dimensió zero, com un punt.
En postular aquesta estructura unidimensional, moltes característiques de les teories fonamentals de la física han emergit automàticament. Més notablement, gairebé qualsevol teoria de cordes consistent amb mecànica quàntica ha de contenir gravetat quàntica, que no ha estat descrita consistentment abans de la teoria de cordes.
L'escala de longitud característica de cordes ha de ser en l'ordre de la longitud de Planck, l'escala a la qual la gravetat quàntica es creu que es tornaria significativa: 
{\displaystyle \ell _{P}={\sqrt {\frac {\hbar G}{c^{3}}}}\cong 161624(12)\times 10^{-35}} m
A escales més grans, com ara les visibles en els laboratoris, com objectes podria ser indistingibles en l'ordre de particular puntuals de dimensió zero. No obstant això, les maneres vibracionals i l'estructura de les petites cordes podria ser manifestades com partícules elementals diferents en el model estàndard de la teoria quàntica de camps. Per exemple, un estat de les cordes podria ser associat amb el fotó, i un altre estat amb un quark. Aquestes característiques unificadores de la teoria de cordes són de gran força, però no es coneix una solució de la teoria de cordes perquè reprodueixi exactament una 
partícula continguda en el model estàndard.
Propagant-se en l'espaitemps, les cordes escombren una superfície bidimensional, anomenat  món pla , anàleg als i món lineal  d'una dimensió que traça una partícula puntual.

## Tipus de cordes

### Cordes obertes i tancades
Les cordes poden ser trios d'obertes o tancades. Una  corda tancada  és una corda que no té punts finals i, per tant, és equivalent topològicament a un cercle. Una  corda oberta , d'altra banda, té dos termaciones i és topològicament equivalent a un interval de línia. No totes les teories de cordes contenen cordes obertes, però cada teoria ha de tenir cordes tancades, així interaccions entre cordes obertes pot sempre resultar en cordes tancades.
La més antiga teoria de supercordes que contenia cordes obertes era la teoria de cordes tipus I. No obstant això, els descobriments en la teoria de cordes en els 90 han mostrat que les cordes obertes han de sempre ser el terme d'un nou tipus d'objectes anomenades D-branas i l'espectre de possibilitats de cordes obertes s'ha incrementat molt.
Cordes obertes i tancades són generalment associades amb maneres característics vibracionals. Un dels modes de vibració d'una corda tancada pot ser identificada com gravitó. En teoria de cordes, les vibracions d'energia molt baixa d'una corda oberta és un taquió i pot sotmetre's a una condensació de taquions. Altres maneres vibracionals de cordes obertes exhibeixen les propietats de fotons i gluons.

### Orientació
Les cordes poden també tenir una  orientació , que pot ser a través d'una direcció interna que distingeix la corda d'una altra que té orientació oposada. Per contrast, una  corda desorientada  és una que no té aquesta direcció.